# The Adverts
The Adverts – angielski zespół punk rockowy założony w 1976 i rozwiązany w 1979.
Największym hitem zespołu został singel „Gary Gilmore’s Eyes” (1977), z którym zajęli 18. miejsce na liście przebojów UK Singles Chart. Książka The Virgin Encyclopedia of 70s Music opisała basistkę, Gayę Advert, jako „pierwszą żeńską gwiazdą punka”.

## Historia

### Początki
Zespół został założony w 1976 przez Tima V. Smitha i Gayę Advert (Gayę Black). Smith urodził się w Okehampton w dystrykcie mid-Devon, Advert pochodzi z Bideford, z małego nabrzeżnego miasta w północnym dystrykcie hrabstwa Devon. Po przeprowadzeniu się do Londynu zrekrutowali do zespołu gitarzystę Howarda Pickupa (Boaka) i perkusistę Lauriego Drivera (Muscata), z którym utworzyli The Adverts. Kluczową rolą w początku kariery zespołu grał klub The Roxy, pierwsze londyńskie miejsce punków. Byli jedną z pierwszych grup, które zagrało w ciągu pierwszych 100 dni od otwarcia klubu. Wystąpili nie mniej niż dziewięć razy na przesteni stycznia a kwietnia 1977. W styczniu 1977, po ich pierwszym występie wspierającym Generation X, zespół zaimponował Michaelowi Dempseyowi, który został ich menedżerem. Ich drugi support Slaughter and the Dogs został nagrany, a ich utwór „Bored Teenagers” został zawarty w albumie kompilacyjnym The Roxy London WC2, który znalazł się w UK Top 30. W lutym, wkrótce po trzecim występie wspierającym zespołu The Damned, grupa podpisała umowę z wytwórnią Stiff Records. W marcu The Adverts supportowało The Jam w klubie Roxy.

### Debiut
W kwietniu 1977 zespół nagrał pierwszą ze swoich czterech sesji dla Johna Peela dla stacji BBC Radio 1. Kilka dni później, 29 kwietnia 1977, spod skrzydła wytwórni Stiff muzycy wydali swój debiutancki singiel „One Chord Wonders”, będący „niekontrolowanym pędem energii”, który był polecany przez czasopisma „Melody Maker” i „Sounds”. Utwór stał się również singlem tygodnia (ang. Single of the Week) magazynu „New Musical Express”. W swoją pierwszą ogólnokrajową trasą koncertową odbyli ze znajomymi z wytwórni Stiff od The Dammed. Na plakacie promocyjnym było napisane: „The Dammed już gra trzy akordy, The Adverts mogą zagrać jeden. Ułyszeć ich można w…”. Supportowali później Iggy’ego Popa na jego trasie koncertowej; prowadzili również własne trasy w Wielkiej Brytanii, Irlandii i Europie kontynentalnej.
19 sierpnia 1977 zespół wydał przez Anchor Records jeden z pierwszych singlów, który dostał się na listę Top 40 w UK. Lirycznie „Gary Gilmore’s Eyes” jest kontrowersyjną piosenką, opartą na życzeniach Garyego Gilmore, amerykańskiego mordercy, którego oczy zostały ofiarowane badaniom medycznym po jego egzekucji. Czasopismo „Sounds” opisało utwór jako „najobrzydliwsza i najbardziej pomysłowa płyta, która wyszła z nowej fali”. „Gary Gilmore’s Eyes” został później umieszczony przez magazyn „Mojo” w liście najlepszych punk rockowych singlów. Stali się rozpoznawalni po kontrowersji przepełnionej w prasie wokół singla i po występie w programie telewizyjnym Top of the Pops. Komentatorzy skupili się na frontmanie Smicie i basistce Gayi Advert. Recenzenci zaznaczyli u Smitha umiejętność pisania piosenek. Mówiono, że „uchwycił ducha czasów – niewielu współczesnych mogło mu się równać”. Inny recenzent opisał Smitha jako „szalone serce, wypluwające niezawodną serię piosenek, które wytyczają nadzieję punka, aspiracji i, ostatecznie, żalu”. W porównaniu do pozostałych członków popularność Gayi Advert była bardziej chwilowa. Była „jedną z pierwszych żeńskich ikon punka”. Jej „fotogeniczny” wygląd, „makijaż w stylu oczu pand i wszechobecna skórzana kurtka zdefiniowała twarz kobiecego punka zanim rozpoznawalny był w następnej dekadzie”.
Następny singiel grupy, „Safety in Numbers” został wydany 28 października, ale nie dostał się na listę przebojów. Czwarty singel, „No Time to Be 21”, wydany przez pododdział CBS Bright Records 20 stycznia 1978 wszedł na listę Top 40 w UK. Debiutancki album zespołu Crossing the Red Sea with The Adverts został wydany przez Bright 17 lutego 1978. Stał się jednym z najbardziej docenionych albumów z ery punka, który Dave Thompson nazwał „miażdżącym debiutem, jednym ze świetnych albumów nie tylko z punkowej ery, ale również z całych lat 70. XX wieku”, czasopismo „Trouser Press” nazwało album „podobizną do longplayów Sex Pistols i The Clash – pospieszne stwierdzenie, które oddaje ekscytujący czas” oraz wielu innych pisarzy, którzy umieścili go w listach najlepszych albumów wszech czasów.

### Schyłek
Po zmianie wytwórni na RCA Records zespół wydał trzy premierowe single: „Television’s Over” w 1978 oraz „My Place” i „Cast of Thousands” w 1979. Nie byli jednak w stanie utrzymać odpowiedniej częstotliwości wydawania kolejnych piosenek. Ich kariera weszła w impas po wydaniu drugiego albumu pt. Cast of Thousands w październiku 1979. Podczas nagrywania albumu zespół uzupełnili perkusista Rod Latter (zamieniając Drivera) i keyboardzista Tim Cross. Pickup i Latter zostali później zamienieni przez Paula Martineza (gitarzystę) i jego brata Ricka Martineza (perkusistę).
Niedługo po premierze albumu grupie zostały wytyczone procesy sądowe przez pierwszych członków – Pickupa i Lattera, którzy oskarżyli zespół za korzystanie z nazwy „The Adverts” bez ich zgody. Zespół rozwiązano wkrótce po tym przypadkowej śmierci Dempseya porażeniem prądem. Po raz ostatni wystąpili w college’u w Slough 27 października 1979.
Po zakończeniu działalności zespołu Smith kontynuował karierę muzyczną z Crossem jako T.V. Smith’s Explorers, z którym nagrał album pt. The Last Words of the Great Explorer (1981). W 1983 zadebiutował jako artysta solowy albumem pt. Channel Five – Surprise Surprise (1983). W 1987 został liderem zespołu The Cheap. 

### Dziedzictwo
Krytyk i pisarz Dave Thompson przedstawił, że „nikt nie był i nie jest w stanie stworzyć muzykę jak The Adverts. Pod względem liryki, przekazu, zaangażowania i odwagi, byli i pozostaną najlepszą brytyjską grupą późnych lat 70.”.
Z oryginalnego składu zmarło dwóch muzyków: Cross (zmarł 9 lipca 2012 na raka płuc) i Pickup (zmarł 11 lipca 1997 na guza mózgu).

## Dyskografia

### Albumy studyjne
| Rok  | Tytuł                                 | Wytwórnia      | Notowania |
| Rok  | Tytuł                                 | Wytwórnia      | UK        |
| ---- | ------------------------------------- | -------------- | --------- |
| 1978 | Crossing the Red Sea with The Adverts | Bright Records | 38        |
| 1979 | Cast of Thousands                     | RCA Records    | –         |

### Single
| Rok  | Tytuł                                        | Wytwórnia      | Notowania |
| Rok  | Tytuł                                        | Wytwórnia      | UK        |
| ---- | -------------------------------------------- | -------------- | --------- |
| 1977 | „One Chord Wonders” / „Quickstep”            | Stiff Records  | –         |
| 1977 | „Gary Gilmore’s Eyes” / „Bored Teenagers”    | Anchor Records | 18        |
| 1977 | „Safety in Numbers” / „We Who Wait”          | Anchor Records | –         |
| 1978 | „No Time to Be 21” / „New Day Drawning”      | Bright Records | 34        |
| 1978 | „Television’s Over” / „Back from the Dead”   | RCA Records    | –         |
| 1979 | „My Place” / „New Church”                    | RCA Records    | –         |
| 1979 | „Cast of Thousands” / „I Will Walk You Home” | RCA Records    | –         |

### Minialbumy
| Rok  | Tytuł             | Wytwórnia             |
| ---- | ----------------- | --------------------- |
| 1987 | The Peel Sessions | Strange Fruit Records |

### Albumy koncertowe
| Rok  | Tytuł                 | Wytwórnia        |
| ---- | --------------------- | ---------------- |
| 1990 | Live at the Roxy Club | Receiver Records |
| 1992 | Live and Loud!!       | Link Records     |

### Albumy kompilacyjne
| Rok  | Tytuł                                                 | Wytwórnia              |
| ---- | ----------------------------------------------------- | ---------------------- |
| 1997 | The Wonders Don’t Care: The Complete Radio Recordings | Burning Airlines       |
| 1997 | The Punk Singles Collection                           | Anagram Records        |
| 1998 | The Best of The Adverts                               | Anagram Records        |
| 2003 | Anthology                                             | The Devils Own Jukebox |

### Wybrane piosenki w kompilacjach
| Utwór „Gary Gilmore’s Eyes” | Utwór „Gary Gilmore’s Eyes”                     | Utwór „Gary Gilmore’s Eyes” | Utwór „Gary Gilmore’s Eyes” |
| Rok                         | Tytuł                                           | Wytwórnia                   | Notowania                   |
| Rok                         | Tytuł                                           | Wytwórnia                   | UK                          |
| --------------------------- | ----------------------------------------------- | --------------------------- | --------------------------- |
| 1979                        | 20 of Another Kind                              | Polydor Records             | 45                          |
| 1984                        | Burning Ambitions: A History of Punk            | Cherry Red Records          | –                           |
| 1987                        | Indestructible the Indomitable Face of New Wave | Receiver Records            | –                           |
| 1989                        | The Best of 20 of Another Kind                  | Castle Music                | –                           |
| 1992                        | DIY: Punk, Power Pop, and New Wave 1976-1983    | Rhino Records               | –                           |
| 1993                        | Lipstick Traces                                 | Rough Trade Records         | –                           |
| 2003                        | No Thanks! The '70s Punk Rebellion              | Rhino Records               | –                           |
| 2006                        | New Wave Heroes                                 | Sony BMG                    | –                           |
| 2007                        | 1977 – The Spirit of Punk                       | Virgin Records              | –                           |
| 2008                        | The Edge of the Seventies                       | Sony BMG                    | –                           |

| Utwór „One Chord Wonders” | Utwór „One Chord Wonders”                       | Utwór „One Chord Wonders” |
| Rok                       | Tytuł                                           | Wytwórnia                 |
| ------------------------- | ----------------------------------------------- | ------------------------- |
| 1987                      | Indestructible the Indomitable Face of New Wave | Receiver Records          |
| 1991                      | The Great British Punk Rock Explosion           | Link Records              |
| 1992                      | The Stiff Records Box Set                       | Demon Records             |
| 1993                      | Lipstick Traces                                 | Rough Trade Records       |
| 1999                      | 1-2-3-4 Punk & New Wave 1976-1979               | Universal Records         |
| 2001                      | Cash from Chaos                                 | EMI Records               |
| 2003                      | No Thanks! The '70s Punk Rebellion              | Rhino Records             |

| Utwór „Bored Teenagers” | Utwór „Bored Teenagers”                   | Utwór „Bored Teenagers” | Utwór „Bored Teenagers” |
| Rok                     | Tytuł                                     | Wytwórnia               | Notowania               |
| Rok                     | Tytuł                                     | Wytwórnia               | UK                      |
| ----------------------- | ----------------------------------------- | ----------------------- | ----------------------- |
| 1977                    | The Roxy London WC2                       | Harvest Records         | 24                      |
| 2005                    | The Roxy London WC2 – A Live Punk Box Set | Castle Music            | –                       |
| 2008                    | If the Kids Are United: The Punk Box Set  | Castle Music            | –                       |

| Utwór „No Time to be 21” | Utwór „No Time to be 21”              | Utwór „No Time to be 21” |
| Rok                      | Tytuł                                 | Wytwórnia                |
| ------------------------ | ------------------------------------- | ------------------------ |
| 1991                     | The Great British Punk Rock Explosion | Link Records             |

## Dalsza lektura
- The Life & Times of T.V. Smith autorstwa Dave’a Thompsona (prywatna kolekcja; 1988)